# Лужменка
Лужменка — река в Кимрском районе Тверской области России. Исток реки находится в мелиоративной системе в окрестностях села Ильинского, устье — в 11 км по правому берегу реки Малой Пудицы, у деревни Дудино. Длина реки составляет 22 км, площадь водосборного бассейна — 125 км².

## Данные водного реестра
По данным государственного водного реестра России относится к Верхневолжскому бассейновому округу, водохозяйственный участок реки — Волга от Иваньковского гидроузла до Угличского гидроузла (Угличское водохранилище), речной подбассейн реки — бассейны притоков (Верхней) Волги до Рыбинского водохранилища. Речной бассейн реки — (Верхняя) Волга до Куйбышевского водохранилища (без бассейна Оки).
Код объекта в государственном водном реестре — 08010100812110000004032.